# Piede d'elefante (Černobyl')
Il Piede d'elefante (in inglese Elephant's Foot, in russo Слоновья нога?, Slonov'ja noga e in ucraino Слонова нога?, Slonova noha) è una massa di corium che si è formata durante il disastro di Černobyl', avvenuto il 26 aprile 1986. Un tempo altamente e mortalmente radioattiva, la pericolosità di questa formazione è diminuita nel tempo con il decadimento dei suoi componenti radioattivi.

## Origine
Il "Piede d'elefante" è una massa di corium nero formata di diversi strati il cui aspetto esteriore può ricordare una corteccia d'albero vetrosa. Tale massa, che si stima pesi circa due tonnellate, si è formata durante il disastro della centrale nucleare di Černobyl' dell'aprile 1986 ed è stata scoperta solo nel dicembre dello stesso anno, quando fu battezzata con il suo attuale nome in virtù del suo aspetto rugoso, simile a quello della pelle di elefante. Essa si trova in particolare al di sotto del reattore numero 4, nel sottostante locale 217.

## Composizione
Il "Piede d'elefante" è composto principalmente da diossido di silicio, con tracce di uranio, cesio e plutonio. La massa risulta piuttosto omogenea, sebbene il vetro silicatico depolimerizzato contenga grani di zircone cristallino, i quali, non apparendo allungati, suggeriscono un moderato tasso di cristallizzazione. Mentre le dendriti di diossido di uranio crescono velocemente, ad alte temperature, all'interno della lava, lo zircone inizia la sua cristallizzazione durante il lento raffreddamento di essa. 
Per quanto riguarda la radioattività, sebbene la distribuzione delle particelle contenenti uranio non sia uniforme, essa risulta omogeneamente distribuita. 
La massa risulta piuttosto densa, tanto da essere difficilmente trivellabile, mentre si è verificato come possa essere danneggiata con un colpo di AK-47. A partire dal giugno 1998, gli strati esterni della formazione hanno iniziato a polverizzarsi e l'intera massa ha iniziato a fratturarsi.

## Pericolosità
Al tempo della sua scoperta, la radioattività del "Piede d'elefante" era di circa 8 000 Röntgen, ossia 80 gray per ora, e la formazione rilasciava quindi una dose di radiazioni letale nel 50% dei casi (4,5 gray), LD50, in meno di cinque minuti. Da allora l'intensità delle radiazioni è comunque diminuita, tanto che, nel 1996, la formazione è stata visitata da Artur Korneyev, allora direttore del nuovo progetto di confinamento del reattore, il quale scattò alcune fotografie con una macchina fotografica dotata di flash per illuminare la stanza.
Si ritiene che, per trovarsi nella sua attuale posizione, il "Piede d'elefante" abbia penetrato per lo meno due metri di calcestruzzo. C'erano quindi timori che esso potesse aver continuato la sua espansione nel sottosuolo fino ad arrivare in contatto con una falda acquifera, contaminando quindi l'acqua potabile destinata alla popolazione circostante; tuttavia, al 2016, la massa non si era significativamente mossa sin dai tempi della sua scoperta e si stima che sia diventata ormai solo leggermente più calda rispetto all'ambiente circostante a causa del decadimento nucleare tuttora in corso.